# Tromina
Tromina is een geslacht van weekdieren uit de klasse van de Gastropoda (slakken).

## Soort
- Tromina dispectata Dell, 1990